# حكومة إسرائيل الثامنة والعشرون

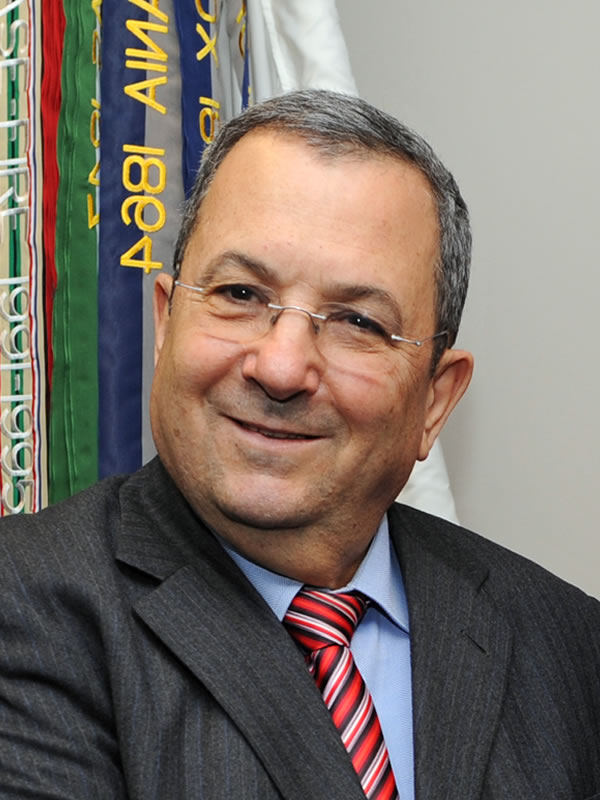
إيهود باراك رئيس حكومة إسرائيل الثامنة والعشرون.

حكومة إسرائيل الثامنة والعشرون، تشكلت في عام 1999 خلال دورة الكنيست الخامسة عشر واستمرت حتى عام 2001. ترأس الحكومة إيهود باراك عن حزب إسرائيل واحدة.

## التشكيلة الحكومية:[2]
إيهود باراك – رئيس الحكومة ووزير الدفاع 
حاييم أورون – وزير الزراعة والتنمية الريفية
داليا إيتسيك – وزيرة حماية البيئة
يوسي بيلين – وزير العدل؛ القائم بأعمال وزير الشؤون الدينية   
بنيامين بن إليعيزير – وزير الاتصالات؛ القائم بأعمال وزير البناء والإسكان   
شلومو بن عامي – وزير الأمن الداخلي؛ القائم بأعمال وزارة الخارجية  
شلومو بنيزري – وزير الصحة
ماتان فيلنائي – وزير العلوم والثقافة والرياضة
إلياهو يشاي – وزير العمل والرفاه
يتسحاق كوهين – وزير الشؤون الدينية
ران كوهين – وزير الصناعة والتجارة
رعنان كوهين – وزير العمل والرفاه 
دافيد ليفي – وزير الخارجية
يتسحاق ليفي – وزير البناء والإسكان
أمنون ليبكين شاحاك – وزير السياحة؛ وزير المواصلات
روني ميلو – وزير الصحة
ميخائيل مالكيؤور – وزير دولة (في ديوان رئاسة الحكومة)
يتسحاق مردخاي – وزير المواصلات
إلياهو سويسا – وزير البنى التحتية الوطنية
شمعون بيرس – وزير التعاون الإقليمي
حاييم رامون – وزير دولة (مسؤول عن ملف أورشليم القدس)؛ القائم بأعمال وزير الداخلية
أبراهام شوحط – وزير المالية القائم بأعمال وزير البنى التحتية الوطنية
يوسي سريد – وزير التربية والتعليم
ناتان شيرانسكي – وزير الداخلية
ياعيل (يولي) تامير – وزير استيعاب القادمين الجدد